# Jinfengopteryx

porównanie rozmiarów jinfengopteryksa i człowieka

Jinfengopteryks (Jinfengopteryx elegans) to niewielki teropod, którego nazwa oznacza "pióro królowej ptaków". Pochodzi ona od Jinfeng (金鳳) – królowej ptaków z chińskiego folkloru, której imię oznacza "złoty feniks" i greckiego słowa pteryx – oznaczające tyle co "pióro". Był on jednym z najmniejszych nie-ptasich teropodów i osiągał zaledwie 55 cm długości. Jego szczątki odkryto w formacji Qiaotou (prowincja Hebei, Chiny). Formacja ta obejmuje dolne skały słynnej formacji Yixian, więc jej wiek jest datowany na wczesną kredę lub późna jurę. Wokół szczątków jingefopteryksa znaleziono odciski jego piór. Wprawdzie wokół kończyn przednich widać lotki, jednak w odróżnieniu od pedopenny nie posiada ich na kończynach tylnych. Znany z prawie kompletnego szkieletu oznaczonego jako CAGS-IG- 04 – 0801. W jego wnętrzu znajduje się kilka niewielkich, owalnych struktur w czernawo-żółtym kolorze. Mogą być one pozostałościami jaj lub nasion zjedzonych przez tego dinozaura.

## Klasyfikacja
Autorzy pierwotnego opisu jinfengopteryksa uznali go za najbardziej bazalnego przedstawiciela Avialae, należącego do rodziny Archaeopterygidae. W swojej kolejnej wydanej w 2007 pracy dalej uznawali go za przedstawiciela tej rodziny, jednak nie wykonali analizy filogenetycznej. Luis Chiappe stwierdził, że jinfengopteryks ma więcej cech wspólnych z troodontami niż archeopteryksem. Z powodu ich obecności większość badaczy uważa tego teropoda za przedstawiciela Troodontidae. W 2006 Xu i Norell na podstawie kilku cech takich jak budowa zębów czy ogólna budowa ciała zasugerowali, że Jinfengopteryx jest troodontem. W 2007 Turner w swojej analizie dotyczących wczesnych ptaków, dromeozaurów i troodontów stwierdził, że ów maniraptor jest troodontem. Zauważyli oni również, że jest to pierwszy troodont, u którego stwierdzono obecność piór. W 2020 roku kilku innych badaczy również zaliczyło go do rodziny troodonów.